# المسيحية في جزر الكناري

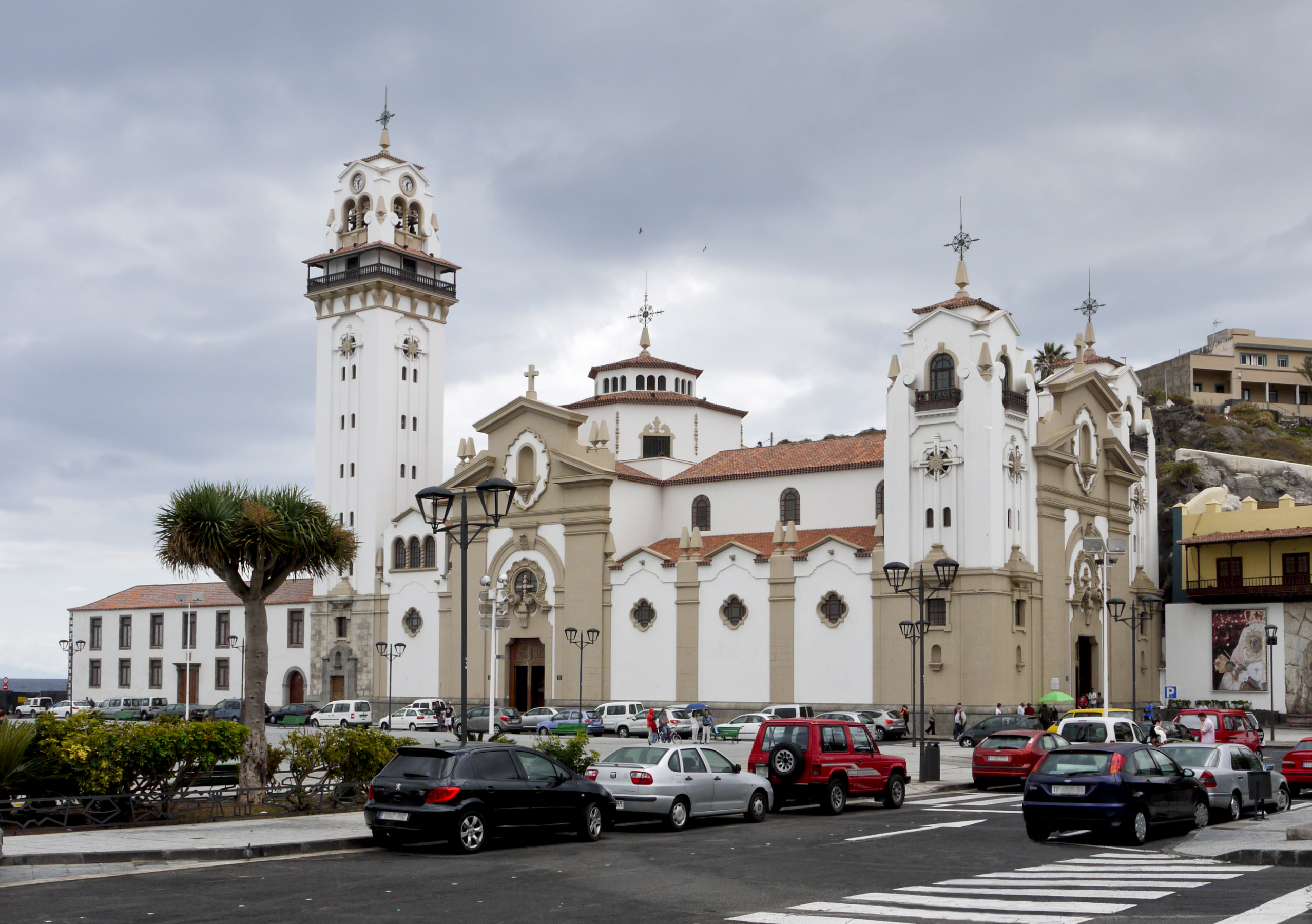
بازيليكا دي نوسترا سينيورا دي لا كانديلاريا، سانتا كروث دي تينيريفه.

المسيحية في جزر الكناري هي ديانة الأغلبية الساحقة من سكان الجزر. وفقًا لمسح CIS Barometer Autonomy لعام 2012 ينتمي أغلبيّة سكان جزر الكناري إلى المذهب الروماني الكاثوليكي والذي يتبعه حوالي 84.9% من سكان الجزر، ومنهم 38.7% من المترددين على الكنائس على الأقل أسبوعيًا. هناك أيضًا تجمعات مسيحية أخرى مثل البروتستانت وأغلبهم من السكان المولودين في الخارج خاصًة في أوروبا الشمالية بالإضافة إلى كنيسة يسوع المسيح لقديسي الأيام الأخيرة.
كان لظهور عذراء كانديلاريا حسب التقاليد الكاثوليكية، وهي راعية وشفيعة جزر الكناري، الفضل في تحريك سكان جزر الكناري نحو المسيحية. وتنقسم الكنيسة الكاثوليكية في جزر الكناري إلى أبرشيتين أبرشية جزر الكناري الرومانيَّة الكاثوليكيَّة وأبرشيَّة سان كريستوبال دي لا لاغونا، ويرأس واحدة منها أسقف.
من قديسي جزر الكناري وفقًا للمعتقدات الكاثوليكية، بيدرو دي بيتانكور الذي كان مبشرًا في غواتيمالا، والذي عُرف بسمعته الطيبة، هناك أيضًا أشخاص آخرين من الجزيرة والذين يعتبرون قديسين وفقًا للمعتقدات الكاثوليكية وهم: ماريا دي ليون، وجوزيه دي أنشيتا وخوان دي خيسوس.

## تاريخ

### البعثات التبشيرية

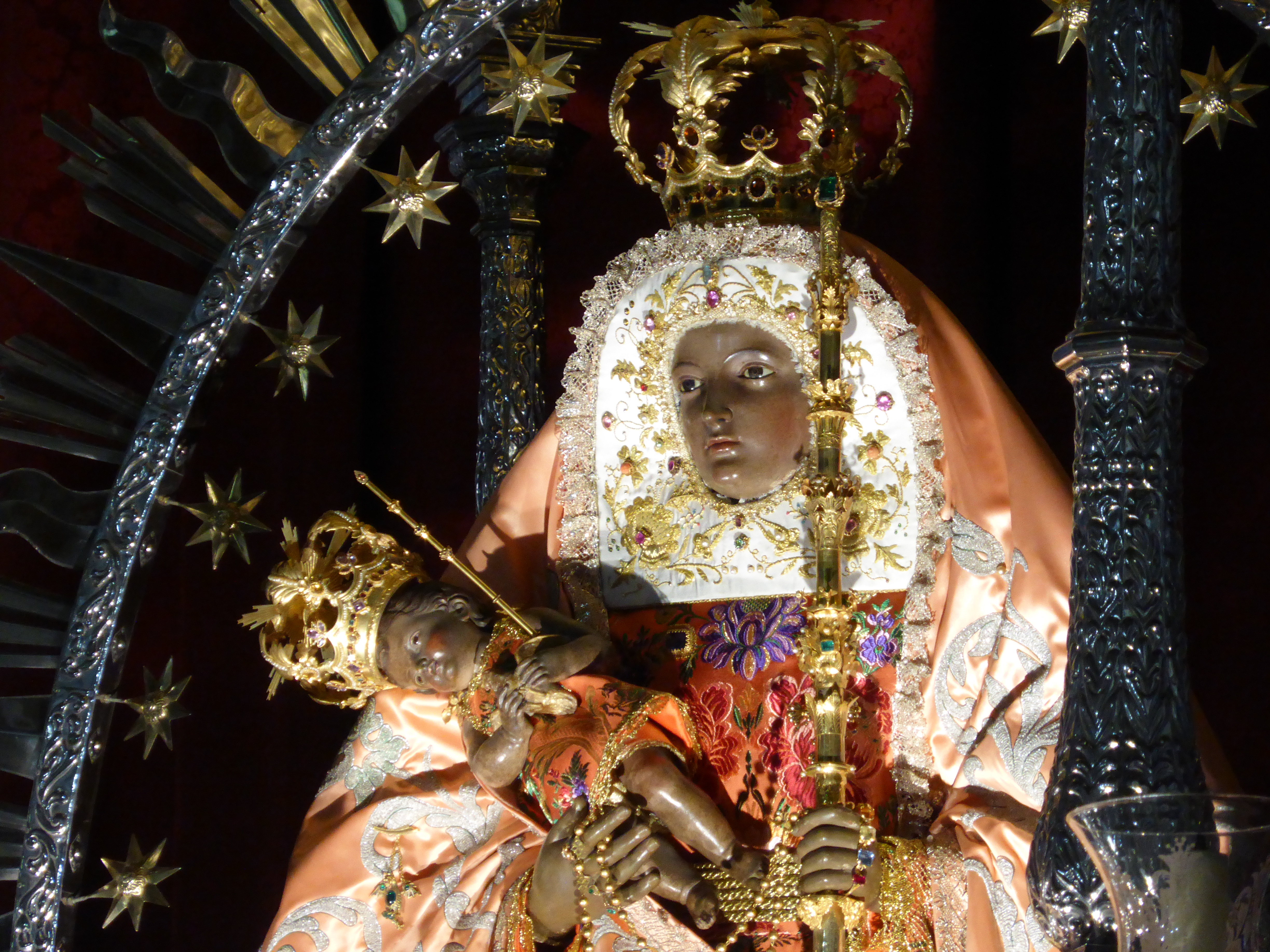
عذراء كانديلاريا راعية جزر الكناري، وكان لظهورها حسب المعتقدات الكاثوليكيَّة الفضل في تحريك سكان جزر الكناري نحو المسيحية.

تعود أول إشارة إلى الوجود المسيحي في جزر الكناري إلى عام 1351، وهو العام الذي أنشأ فيه البابا كليمنت السادس أسقفيَّة جزر فورتشن أو أسقفيَّة تيلدي في جزيرة كناريا الكبرى. وكانت أسقفية تيلدي في الأساس مشروعًا للتبشير بجزر الكناري من قبل المبشرين القادمين من ميورقة والكتالان، لكن المشروع فشل بسبب غارات القراصنة الأوروبيين التي أغضبت السكان الأصليين. أدى هذا الوضع إلى استشهاد ثلاثة عشر مبشرًا كاتالونيًا رموا بهم من قبل السكان الأصليين إلى الهاوية في جينمار عام 1393. في منتصف القرن الخامس عشر هناك أدلة على وجود المبشرين المسيحيين في جزر الكناري الغربية، وذلك قبل الفتح الكامل للأرخبيل وإدماجها في تاج قشتالة في عام 1496 مع غزو جزيرة تنريفي، وكان الدافع إلى التنصير أساسًا كتحضير للاحتلال التالي. وكان الرهبان المبشرين من النورمان، ثم الكتالان والمايوركيين وخاصًة الفرنسيسكان والدومينيكان قد استقروا أولاً في الجزر الشرقيَّة حيث أسسوا أسقفيات ومن هنا بدأوا في تنصير السكان الغربيين. لاحقاً رافق الرهبان الغزاة في مهمتهم لتحويل وتعليم المتنصرين من الغوانش، والذين مثل الشعوب القديمة الأخرى كان لديهم دينهم الخاص. وبهذا الصدد، فإن التنصير الذي قام به المبشر فراي ألفونسو دي بولانيوس، والذي أُطلق عليه اسم «رسول تنريف»، قبل حوالي 30 سنة من فتح البلاد.
بعد الغزو تم القضاء على الأديان المحليَّة والتوفيقيَّة واستبدالها بالديانة الكاثوليكية. وجود عناصر مسيحية في جزر الكناري الغربية في الفترة التي سبقت الفتح هو حقيقة ملموسة، مثال على ذلك عذراء كانديلاريا راعية وشفيعة جزر الكناري، والتي بحسب التقاليد الكاثوليكية كان لها الفضل في تحريك سكان جزر الكناري نحو المسيحية. ويعتقد أن هذه الصورة قد تم جلبها إلى هذه الجزر من قبل المبشرين الكتالان والمايوركيين قبل قرن من الفتح وأصبحت مصدراً للتبجيل من قبل السكان الأصليين منذ ذلك الحين. ولعبت الجزر دوراً كبيراً خلال الرحلة التي قام بها كريستوفر كولومبس لاكتشاف أميركا اللاتينية، لأن سفنه الأربع التي حملته ومعاونيه انطلقت من ميناء قادس جنوب إسبانيا، وتوقفت في جزر الكناري للتزود بالتموين المطلوب، ومنها انطلقت الرحلات التالية إلى الاكتشاف، ما جعلها طريقاً إجبارياً للذاهبين إلى بلاد العالم الجديد. وربما لهذا السبب نجد أن معظم سكان تلك الجزر على علاقة أسرية بالإسبان المقيمين في الكثير من بلدان أمريكا اللاتينية، وبشكل خاص كوبا التي تصل علاقتها بجزر الكناري إلى نوع من العلاقة العضوية الملتحمة التي تجمعهما معاً، حتى في طريقة نطق اللغة القشتالية التي هي لغة العالم الناطق بالإسبانية.

### بعد السيطرة الإسبانية

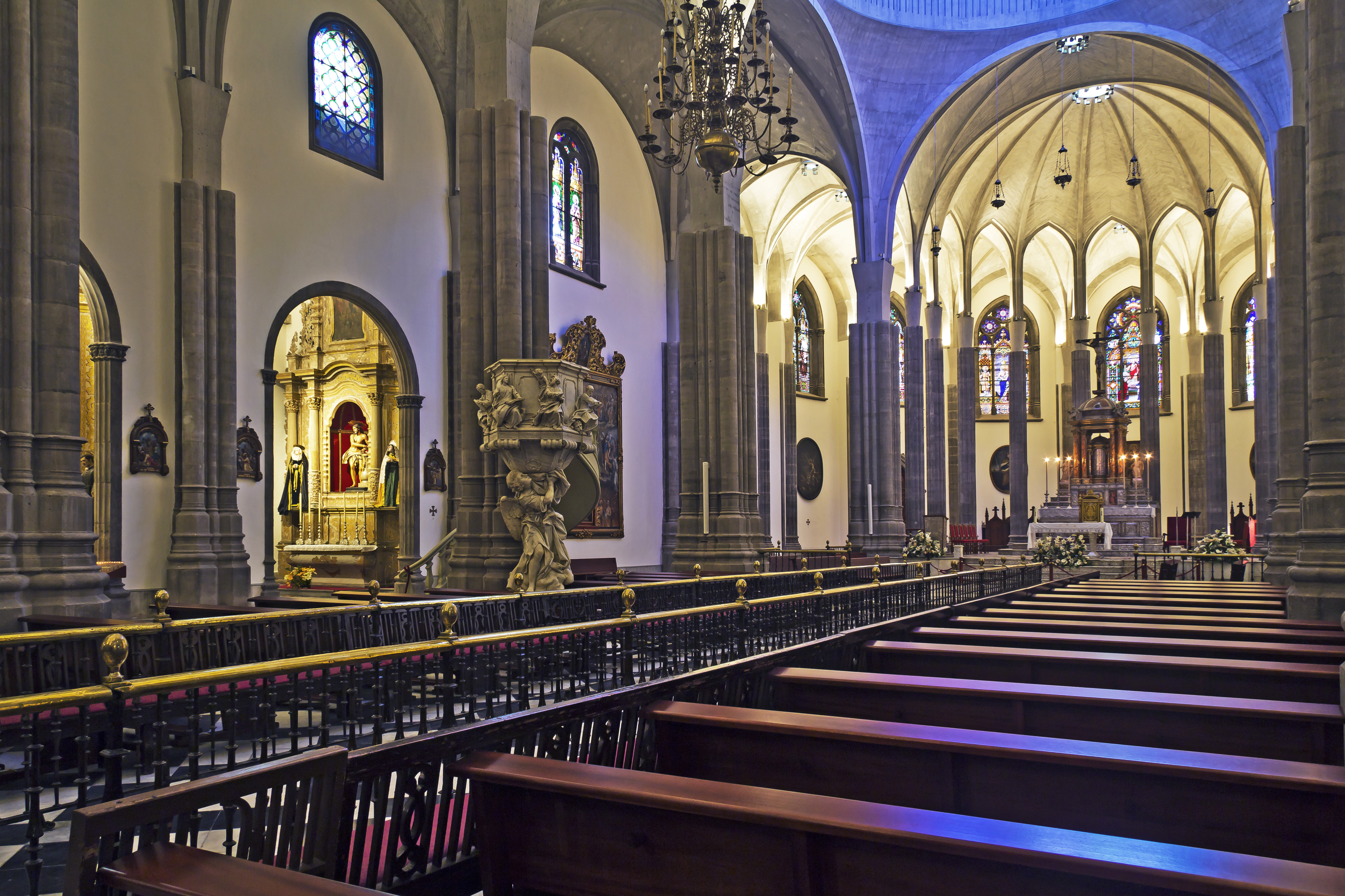
داخل كاتدرائية لا لاغونا في مدينة سان كريستوبال دي لا لاغونا.

أصول إنشاء أبرشيَّة سان كريستوبال دي لا لاغونا والتي مقرها في تنريفي بعد فترة وجيزة من غزو جزر الكناري، وكان ألونسو فرنانديز دي لوغو والذي يُسمَّى بفاتح تنريفي قد طلب في عام 1513 من البلاط إلى تأسيس كرسي أسقفي خاص بجزيرة تنريفي، وطلب نقل مقر أبرشية جزر الكناري من لاس بالماس دي غران كناريا إلى سان كريستوبال دي لا لاغونا. بعد فترة وجيزة من غزو جزر الكناري، أصبحت تنريفي بسرعة أكبر جزيرة في الأرخبيل وأضحت مدينة سان كريستوبال دي لا لاغونا أهم مدينة في جزر الكناري.
وكان فرنانديز دي لوغو، الذي حصل على لقب «بريمير أدانتانتادو دي لاس إيسلاس كانارياس» من قبل ملوك إسبانيا، قد حاول رفع الرتبة الكنسيَّة لسان كريستوبال دي لا لاغونا، وهي المدينة التي قد أسسها وكانت مكان إقامته. في ذلك الوقت، كان لا يزال نقل نقل أسقفية جزر الكناري إلى مدينة لاس بالماس حدثاً حديثاً، والتي كان مركزها في السابق في سان مارسيال ديل روبيكون في جنوب جزيرة لانزاروت، ومع ذلك لم تكن فكرة نقل الأسقفية إلى مدينة لا لاغونا مزدهرة. واستندت أسباب الرفض في المقام الأول إلى حقيقة أنها بدأت بالفعل في بناء وتوسيع كاتدرائية سانتا آنا الجديدة في لاس بالماس، وكانت أرادت الأوليغارشية في جزر الكناري بعض الإستقرار والاستقلال عن السلطات الحاكمة في جزر الكناري التي كانت موجودة في لا لاغونا.

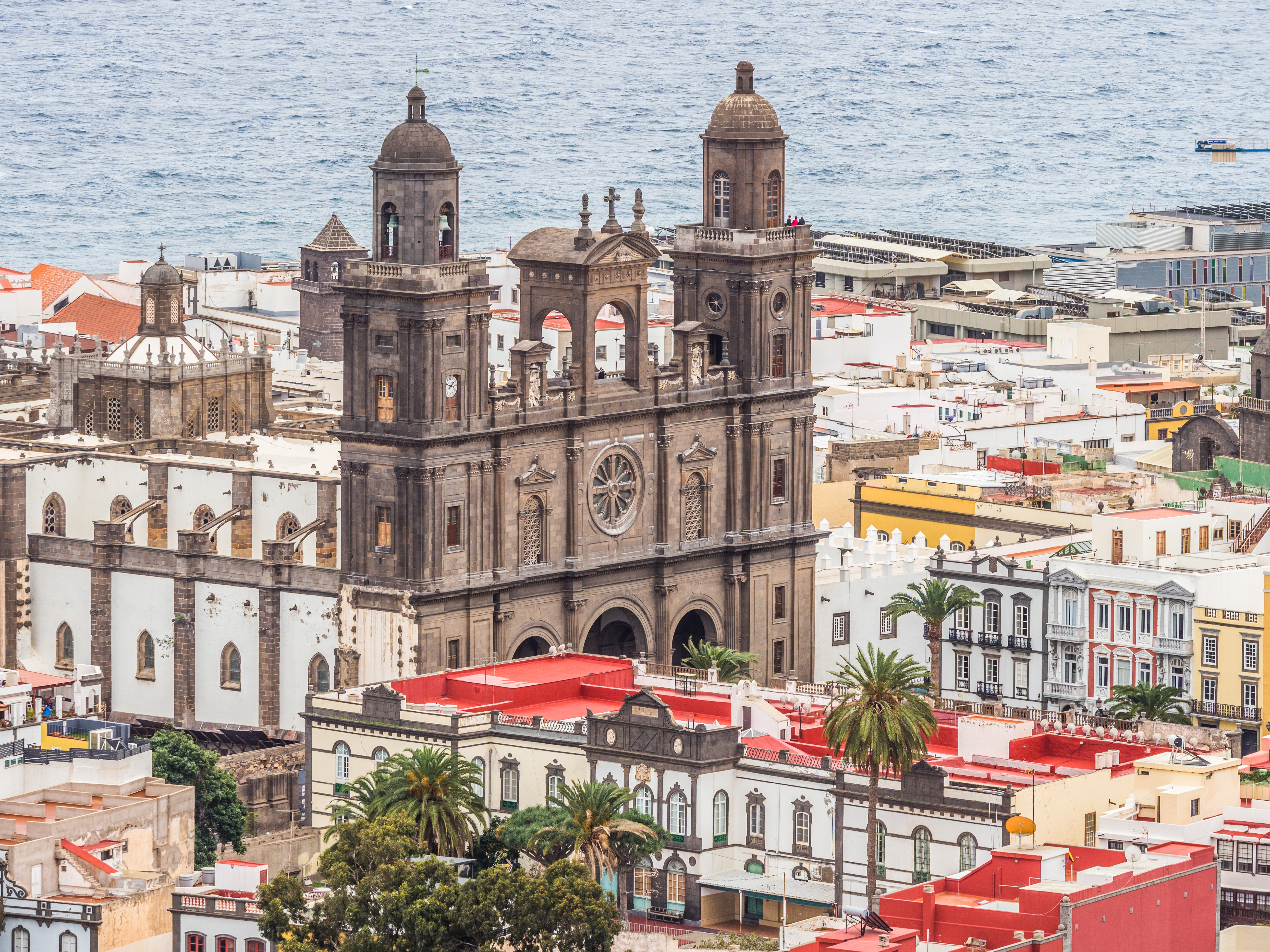
كاتدرائية سانتا آنا في مدينة لاس بالماس دي غران كناريا.

بعد فترة وجيزة حاول فرنانديز دي لوغو أن يشارك في مقر الأبرشية بين لاس بالماس ولا لاغونا ولكن هذه الفكرة لم تزدهر، وفي عام 1515 اتخذت بلدية تنريفي مع فرنانديز دي لوغو القرار لتأسيس كنيسة «العذراء الشافية» وهي تسمى كاتدرائية لا لاغونا حالياً وذلك لنقل أعضاء البلاط إلى الإقامة في تنريفي، والتي كانت مقرها في لاس بالماس دي غران كناريا. وبنيت الكاتدرائية عام 1511 على موقع ساحة الناسك ألبينو. وفي عام 1515 تم استبدال هذا المبنى بمبنى أكبر على طراز المدجنون، وأضيف إليه برج عام 1618. وفي 21 أبريل عام 1515 ارتقى المبنى لدرجة الأبرشية حاملاً اسم «العذراء الشافية». وفي 21 ديسمبر 1819 أصدر البابا بيوس السابع مرسوماً بتحويل الأبرشية إلى كاتدرائية عند إنشاء مطرانية تنريفي. في القرنين السادس عشر والسابع عشر والثامن عشر سوف يكون هناك ازدهاراً للحياة التأمليَّة والدينيَّة. في هذا الوقت ولد في تنريفي بيدرو دي بيتانكور والذي ولد في جزيرة تينيريفي، وعرف بتدينه. وكانت عائلته الفقيرة عاملة في مجال الزراعة، وفي سن 23 عاما ذهب إلى غواتيمالا كمبشر، حيث أسس مدرسة دينية نظامية. توفي في 25 أبريل 1667 في انتيغوا غواتيمالا في غواتيمالا. تم تطويب بيدرو دي بيتانكور في عام 1980 وطوَّب من قبل البابا يوحنا بولس الثاني في عام 2002. في حين ولد جوزيه دي أنشيتا في مدينة سان كريستوبال دي لا لاغونا في جزيرة تينيريفي. تم ابتعاثه إلى جامعة كويمبرا في البرتغال سنة 1548. وهناك انضم إلى جمعية تبشيرية وتم إرساله كمبشرة إلى البرازيل، حيث استمر في التبشير إلى ان توفي هناك في عام 1597. كان أحد المؤسسين الرئيسيين لمدينة ساو باولو وأحد مؤسسي لمدينة ريو دي جانيرو. وتم تكريمه من قبل البابا يوحنا بولس الثاني في عام 1980، وذلك بسبب تفانيه في مساعيه التبشيرية، وسمي «الرسول من البرازيل». أُعلن عن تطويبه في 3 أبريل من عام 2014 من قبل البابا فرنسيس.

### العصور الحديثة

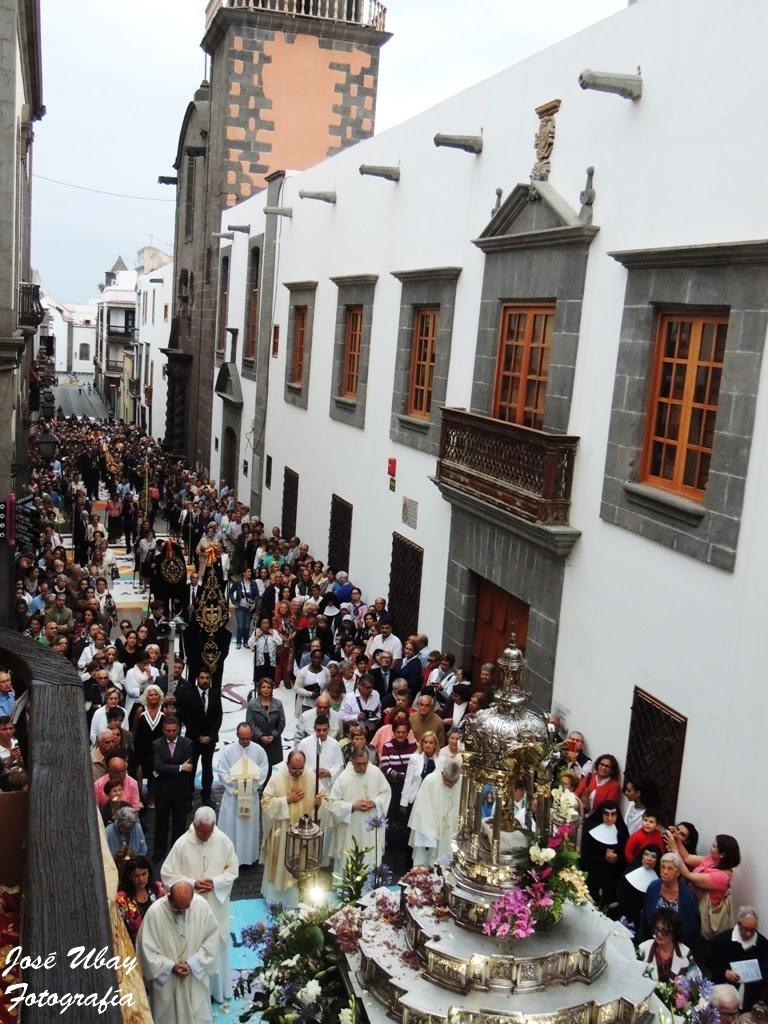
تطواف عيد القربان في مدينة لاس بالماس دي غران كناريا.

ولد الراهب الصوفي الإسباني خوان دي خيسوس، في شهر ديسمبر من عام 1615 في جزيرة تنريف في جزر الكناري بأسبانيا، ويرجع نسبه إلى الجزيرة قبل فتحها من قبل الأسبان، توفي في 6 فبراير من عام 1687 من شبابه بدأ لتجربة الظواهر باطني، بما في ذلك الارتفاع ينظر إليها من قبل العديد من مدينة بويرتو دي لا كروز، المدينة التي عاش في شبابه سكان. وفي 1646، تولى هذه العادة الفرنسيسكان، وانتقل بعد ذلك إلى دير سان دييغو ديل مونتي، خارج مدينة سان كريستوبال دي لا لاغونا. في هذه المدينة التقى الراهبة ماريا دي ليون، ومعه الحفاظ على صداقة وثيقة. في 6 فبراير 1687، مات فراي خوان دي خيسوس. أمَّا ماريا دي ليون فقد ولدت في 23 مارس من عام 1643 في إل ساوثال، وهي راهبة كاثوليكية إسبانية ارتبط اسمها بالعديد من المعجزات والظواهر الغامضة. وكانت قد ولدت في عائلة فقيرة ومتدينة، وعرضتها والدتها للتبني حتى تتمكن من الحصول على حياة أفضل، ولكن الأسرة التي تبنتها كانت تمتهن استرقاق الفتيات إذ نووا أخذ الطفلة إلى القارة الأمريكية دون موافقة والدتها البيولوجية. لكن أمها اعادت استرداد ابنتها وإعادتها إلى بيت أعمام الفتاة. بعدها أرادت أن تكون راهبة للتكفير عن ذنبها فذهبت بها إلى الدير في مدينة سان كريستوبال دي لا لاغونا سنة 1668. وفي الدير أصبحت راهبة روي عنها عدة عجائب خارقة، وتوفيت في 15 فبراير 1731 وبعد ثلاث سنوات من وفاتها، عثر على جثتها سليمة مما زاد في شهرة ماريا دي ليون. أصبح يوم 15 فبراير يوما يقوم به المتدينون الكاثوليك بالحج إلى دير سانت كاترين من سيينا منطقة جزر الكناري لزيارة القديسة ولتبجيل جسدها. وقد تم تطويبها في ما بعد.
في عام 1818، طلب رجال الدين والسلطات في تنريفي من الكرسي الرسولي من جديد إنشاء الأبرشية، وهذه المرة بدعم من فيرناندو السابع ملك إسبانيا من خلال وثيقة تسمى تعليمات غرفة قشتالة (بالإسبانيَّة: Instruction of the Chamber of Castile)، وقد استجاب البابا لها بشكل إيجابي. ولعب الكاهن كريستوبال بينكومو واي رودريغيز دوراً مهماً في ذلك، والذي كان أيضاً كاهن الاعتراف لفيرناندو السابع ملك إسبانيا ورئيس أساقفة هيراكليا. في 1 فبراير من عام 1819 وافق البابا البابا بيوس السابع على تقسيم أسقفية جزر الكناري إلى أبرشيتين. وأخيراً في الفترة ما بين فبراير وديسمبر من عام 1819، تم إنشاء أبرشيَّة سان كريستوبال دي لا لاغونا، حيث كانت أبرشية الكناري في السابق تدير الأرخبيل بأكمله.
وحدد البابا بيوس السابع من خلال وثيقة مقر كرسي الأبرشية في كاتدرائية لا لاغونا، وضمت حدود الأبرشية الجزر الغربيَّة الأربع من جزر الكناري وهي هييرو، ولا بالما، ولا غوميرا وتنريفي، وإتخذت الأبرشية أسمها الرسمي من المدينة التي يتواجد مقرها فيها،  وذركت الوثائق المتعلقة بالأبرشية وجوب نقل سان كريستوبال دي لا لاغونا مع سكرتيرية الكوريا في لاس بالماس إلى الأبرشية الجديدة، وكانت الأبرشية وكاتدرائيتها في السابق تابعة أيضاً إلى أبرشية إشبيلية، وأصبح رسمياً رعاة الأبرشية عذراء لوس ريميديوس وكل من القديس فرناندو الثالث ملك قشتالة وإليزابيث من أراغون. ونتيجة لإتفاقية عام 1851، تم إنشاء العديد من الأبرشيات الإسبانية الجديدة، بما في ذلك أبرشية سان كريستوبال دي لا لاغونا والتي كان ينبغي ضمها إلى أبرشية جزر الكناري. بعد ذلك استعادت أبرشية سان كريستوبال دي لا لاغونا استقلالها. لا تزال الكاثوليكيّة ديانة الأغلبية الساحقة من سكان جزر الكناري؛. وفقًا لمسح CIS Barometer Autonomy لعام 2012 ينتمي أغلبية سكان جزر الكناري إلى المذهب الكاثوليكي والذي يتبعه حوالي 84.9% من سكان الجزر، ومنهم 38.7% من المترددين على الكنائس أسبوعيًا.